# Ivan Franjic
Ivan Frankie Franjic (ur. 10 września 1987 w Melbourne) – australijski piłkarz chorwackiego pochodzenia występujący na pozycji obrońcy w klubie Perth Glory. Znalazł się w kadrze na Mistrzostwa Świata 2014.